# Dendrobium trichostomum
Dendrobium trichostomum är en orkidéart som beskrevs av Heinrich Gustav Reichenbach och Daniel Oliver. Dendrobium trichostomum ingår i släktet Dendrobium, och familjen orkidéer. Inga underarter finns listade i Catalogue of Life.